# Goži
Goži (znanstveno ime Colubridae) so velika družina kač, v katero uvrščamo preko 1800 vrst, kar predstavlja približno dve tretjini vseh znanih vrst kač. Predstavniki živijo na vseh celinah razen Antarktike.
Nekatere vrste so opisane kot opistoglife, kar pomeni, da imajo razvite strupnike, ki se nahajajo na zadnji strani zgornje čeljusti. Po tej značilnosti se ločijo od gadov in strupenih gožev. Velika večina vrst je nestrupenih ali imajo strup, ki ne more poškodovati človeka; le nekaj afriških vrst je človeku življenjsko nevarnih.
Sodeč po morfoloških, predvsem pa genetskih znakih, so goži parafiletski (natančneje polifiletski) in s tem v sodobni taksonomiji neveljaven takson, saj kaže, da so se predstavniki večkrat ločeno razvili iz sorodnih družin; tako so nekateri bolj sorodni gadom ali strupenim gožem kot med seboj. Verjetno bodo v prihodnosti nekatere poddružine preklasificirane drugam (bodisi v obstoječe, bodisi v nove družine), ko bo opravljena revizija taksona na podlagi vseh pomembnih znakov.
V Sloveniji živi 8 predstavnikov gožev od 11 vrst kač, ki so potrjeno prisotne na slovenskem ozemlju. To so belouška, kobranka, smokulja, črnica, belica, navadni gož, progasti gož in mačjeoka kača.